# 마저리 게이트슨
마저리 게이트슨(Marjorie Gateson, 1891년 1월 17일 ~ 1977년 4월 17일)은 미국의 배우, 연극 배우, 텔레비전 배우, 영화배우이다.

## 영화
- 캐디 (1953년)
- 서스펜스 (1949년)
- 스카이스 더 리미트 (1943년)
- 아이 두드 잇 (1943년)
- 유윌 네버 겟 리치 (1941년)
- 앤디 하디 미츠 드뷰탄트 (1940년)
- 제로니모 (1939년)
- 와이프 대 비서 (1936년)
- 프라이빗 넘버 (1936년)
- 고잉 투 타운 (1935년)
- 해피니스 어헤드 (1934년) - 미시즈 브래드포드 역
- 하이, 넬리! (1934년) - 미시즈 프랭크 J. 캔필드 역
- 체인드 (1934년)
- 더 월드 체인지 (1933년) - 미시즈 클린턴 역
- 멜로디 크루즈 (1933년)